# Anders och Måns
Anders och Måns var ett TV-program med Anders Johansson och Måns Nilsson som sändes på SVT2 mellan 2003 och 2004. 
Programmet kan ses som en vidareutveckling av duons tidigare radioprogram Så funkar det, som sändes i P3 mellan 2001 och 2003. Sammanlagt visades Anders och Måns i 2 säsonger med 17 avsnitt. Med tio program hade första säsongen premiär 17 oktober 2003 och visades varje fredag i SVT2, och repriserades följande vår och sommar. Andra säsongen var sju program lång, och visades på onsdagar med start den 10 november 2004. 
Förutom Johansson och Nilsson själva, medverkar även Christoffer Barnekow, Pernilla Månsson Colt, Rikard Palm, Pär Holmgren, Justine Kirk och Sanna Persson. I andra säsongen fick Barnekow en mer framträdande roll. Programmet innehåller komiska reportage av Johansson och Nilsson, och det har ett flertal stående skämt och sketcher som används som övergångar mellan reportagen. De två säsongerna har väldigt distinkta färgscheman, då säsong ett har ett gult färgschema medan den andra säsongen har ett rosa/lila.
Efter den andra säsongen valde duon att ta en paus från TV för att istället fokusera på krogshowen Anders och Måns på krogen, som hade premiär året därpå. Hösten 2006 återkom duon med den liknande programserien Fråga Anders och Måns.

## Produktion
Det första avsnittet av serien släpptes 17 oktober 2003, medan duon fortfarande jobbade på radioprogrammet Så funkar det. Under en lång tid hade programmets arbetstitel varit Sommarhatten, för att "Det hade varit kul när man träffar tuffa mediamänniskor", enligt Johansson. Trots att seriens tittarsiffror hade dubblats efter första säsongen och nådde upp mot 600 000 tittare, valde duon att ta en paus från programmet för att istället fokusera på krogshowen Anders och Måns på krogen.

## Avsnitt

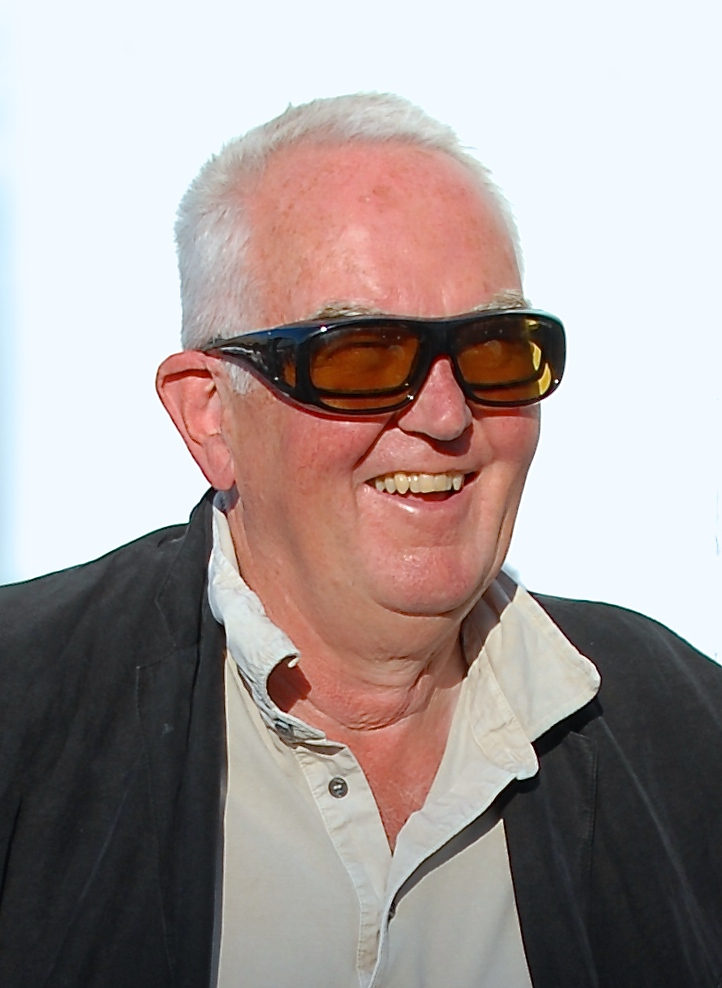
Christoffer Barnekow fick en framträdande roll i den andra säsongen av serien.

### Säsong 1
Den första säsongen sändes mellan 17 oktober och 19 december 2003, och bestod av tio avsnitt som visades på fredagar 22.30. Dessutom repriserades samtliga avsnitt följande vår/sommar. Säsong ett har ett klart gult färgschema. Anders och Måns använder en förlängd gul Volvo för att ta sig mellan olika platser, och de datoranimerade övergångarna som den första säsongen har är primärt gula.

### Säsong 2
Den andra säsongen sändes mellan 10 november och 22 december 2004, och innehöll sju avsnitt som visades på torsdagar 21:30. I det första avsnittet av säsongen introduceras Christoffer Barnekow som seriens nye producent och programmet får en drastisk ändring. Den gula färgen byts ut mot ett rosa och lila färgschema, och tillsammans med den förlängda Volvon (som nu också är lila och rosa) introduceras även en liten skoter. Ett stående skämt i varje avsnitt är att tittarna får höra början av en vits: "Vet du varför gynekologer alltid bär fotriktiga sandaler?", men tittarna får av olika anledningar aldrig höra svaret.

## Format
Serien innehåller primärt reportage av Anders och Måns som berättar om olika företeelser och personer i Sverige, i stil med infotainment. Serien använder sig ofta av framåtblick och därför repeteras ofta början av segment för att senare få helt andra avslutningar. Det finns många återkommande skämt genom seriens gång. En vanlig övergång är "Wienersångaren", ett klipp av en österrikisk sångare som sjunger en rendering av Im Prater blühn wieder die Bäume, fast med oäkta svensk översättning som alltid relaterar till det som just händer i programmet.